# Francisco Ramírez Medina

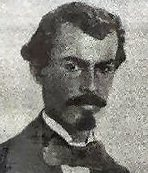
Francisco Ramirez Medina

Francisco Ramírez Medina (* 1828 in Puerto Rico; † nach 1868) war ein puerto-ricanischer Freiheitskämpfer.

## Leben
Über sein Leben ist wenig bekannt. Er war jedoch ein wichtiger Vertreter der Unabhängigkeitsbewegung. Die Bewegung gegen die spanischen Machthaber auf der Insel wurde von Ramón Emeterio Betances und Segundo Ruiz Belvis geplant. Ramirez Medina trat der Bewegung ebenso bei wie Manuel Rojas, Mariana Bracetti und Mathias Brugman, die revolutionäre Zellen gründeten.
Nach der Eroberung der Stadt Lares beim Aufstand Grito de Lares am 28. September 1868 erklärten Rojas und seine Männer Puerto Rico zur freien Republik und beriefen Ramirez Medina zu ihrem ersten Präsidenten, während Rojas selber als Kommandant der Befreiungsarmee fungierte.
Die Spanier konnten den Aufstand jedoch innerhalb weniger Tage niederschlagen. Ramirez Medina wurde verhaftet und möglicherweise wegen Verrats hingerichtet. Sein genaues Schicksal ist jedoch nicht bekannt.
| Personendaten    | Personendaten                       |
| ---------------- | ----------------------------------- |
| NAME             | Ramírez Medina, Francisco           |
| KURZBESCHREIBUNG | puerto-ricanischer Freiheitskämpfer |
| GEBURTSDATUM     | 1828                                |
| GEBURTSORT       | Puerto Rico                         |
| STERBEDATUM      | nach 1868                           |